# من تازه شروع کردم (لذت بردن)
«من تازه شروع کردم (لذت بردن)» (انگلیسی: I've Just Begun) ترانه‌ای از هنرمند موسیقی آمریکایی بریتنی اسپیرز است که در اولین آلبوم برترین‌هایش، بهترین آهنگ‌ها: میراث من (۲۰۰۴) گنجانده شده‌است. این ترانه توسط بلادشای اند اوانت تهیه‌شده‌است؛ و در ابتدا برای داخل محدوده ضبط شده بود. این ترانه در ۱۴ اوت ۲۰۰۴ پیش از انتشار آلبوم برای پلت‌فرم‌های دانلود دیجیتال منتشر شد. از نظر اشعاری، این ترانه به اوقات خوش در یک مهمانی اشاره دارد. «من تازه شروع کردم (لذت بردن)» با انتقادات مختلف منتقدان روبرو شد و برخی آن را به عنوان یکی از بهترین قطعه‌های این مجموعه آلبوم معرفی کردند. همچنین این ترانه در موسیقی متن فیلم ۲۰۱۱ ساقدوش‌ها نمایان شد.